# Aurimas Didžbalis
Aurimas Didžbalis, né le 13 juin 1991 est un haltérophile lituanien.

## Palmarès

### Jeux olympiques
- Jeux olympiques d'été de 2016 à Rio de Janeiro
  -  en moins de 94 kg.

### Championnats du monde d'haltérophilie
- Championnats du monde d'haltérophilie 2010 à Antalya
  - 8e en moins de 94 kg.

### Championnats d'Europe d'haltérophilie
- Championnats d'Europe d'haltérophilie 2011 à Kazan
  -  Médaille de bronze en moins de 94 kg.